# Xylosma pubescens
Xylosma pubescens là một loài thực vật có hoa trong họ Liễu. Loài này được Griseb. miêu tả khoa học đầu tiên năm 1879.